# موزبی میزوری
موزبی میزوری (به انگلیسی: Mosby) یک شهر در ایالات متحده آمریکا است که در شهرستان کلی، میزوری واقع شده‌است. موزبی میزوری ۵٫۴۱ کیلومتر مربع مساحت و ۱۹۰ نفر جمعیت دارد و ۲۳۲ متر بالاتر از سطح دریا واقع شده‌است.